# アウグスト・パル
アウグスト・パル（Auguste Pahl、1855年11月23日 - 1965年7月24日）は、長寿世界一とされていたドイツ人の女性。
エリザベス・ケンスレー(1855年5月12日生）が1965年3月6日に死去した後、109歳103日で世界最高齢になったとされていた。
1965年7月、109歳243日で死去。
ただし、2012年にパルより年上のウィリアム・フリンギム（1855年7月7日生、1965年8月6日に110歳30日で没）の記録が認定されており、109歳で没したパルは世界一ではなかったことが判明している。